# Гней Генуцій Авентінс
Гней Гену́цій Авенті́нс (лат. Gnaeus Genucius Aventinensis; ? —після 363 до н. е.) — політичний, державний і військовий діяч часів Римської республіки.

## Життєпис
Походив з роду Генуціїв, плебейської гілки Авентінс. Син Марка Генуція Авентінса. Про його молоді роки та початок кар'єри нічого невідомо.
У 363 році до н. е. його було обрано консулом разом з Луцієм Емілієм Мамерціном. Під час каденції вирувала потужна моровиця. Усі зусилля Генуція та його колеги були спрямовані на її подолання, проте марно. Тому за рішенням римського сенату було призначено диктатора Луція Манлія Капітоліна Імперіоса.
З того часу про подальшу долю Гнея Генуція Авентінса згадок немає.